# تیوفنول
تیوفنول (به انگلیسی: Thiophenol) با فرمول شیمیایی C۶H۶S یک ترکیب شیمیایی با شناسه پاب‌کم ۷۹۶۹ است. که جرم مولی آن ۱۱۰٫۱۹ g/mol می‌باشد. شکل ظاهری این ترکیب، مایع بی‌رنگ است.